# Sephena zipenda
Sephena zipenda är en insektsart som beskrevs av Medler 2000. Sephena zipenda ingår i släktet Sephena och familjen Flatidae. Inga underarter finns listade i Catalogue of Life.